# Siratoba sira
Siratoba sira är en spindelart som beskrevs av Brent D. Opell 1979. Siratoba sira ingår i släktet Siratoba och familjen krusnätsspindlar. Inga underarter finns listade i Catalogue of Life.